# Menestomorpha oblongata
Menestomorpha oblongata är en fjärilsart som beskrevs av Walsingham 1907. Menestomorpha oblongata ingår i släktet Menestomorpha och familjen plattmalar. Inga underarter finns listade i Catalogue of Life.